# 犹太区 (耶路撒冷)

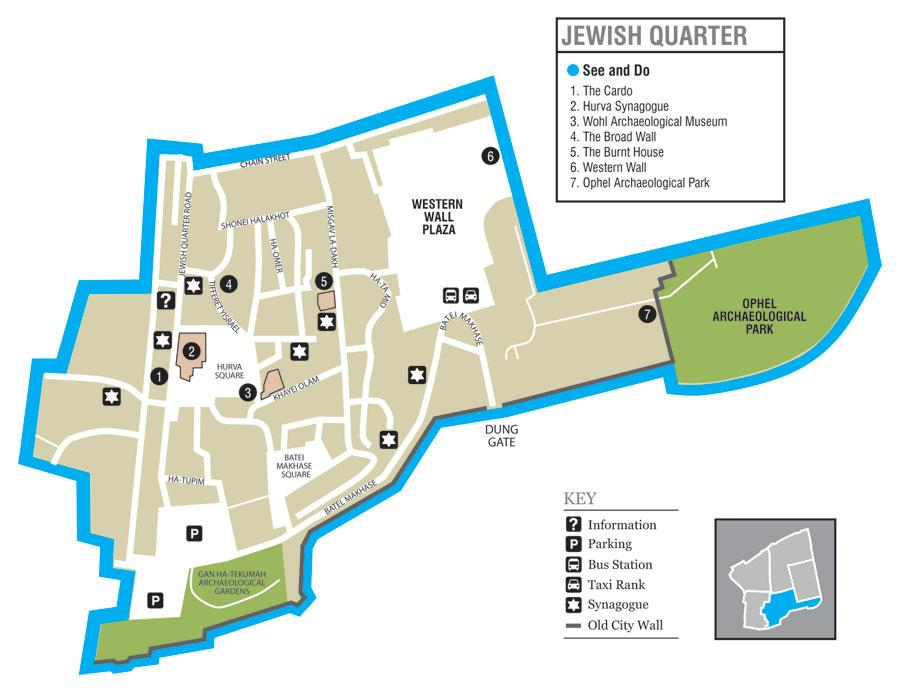
犹太区地图

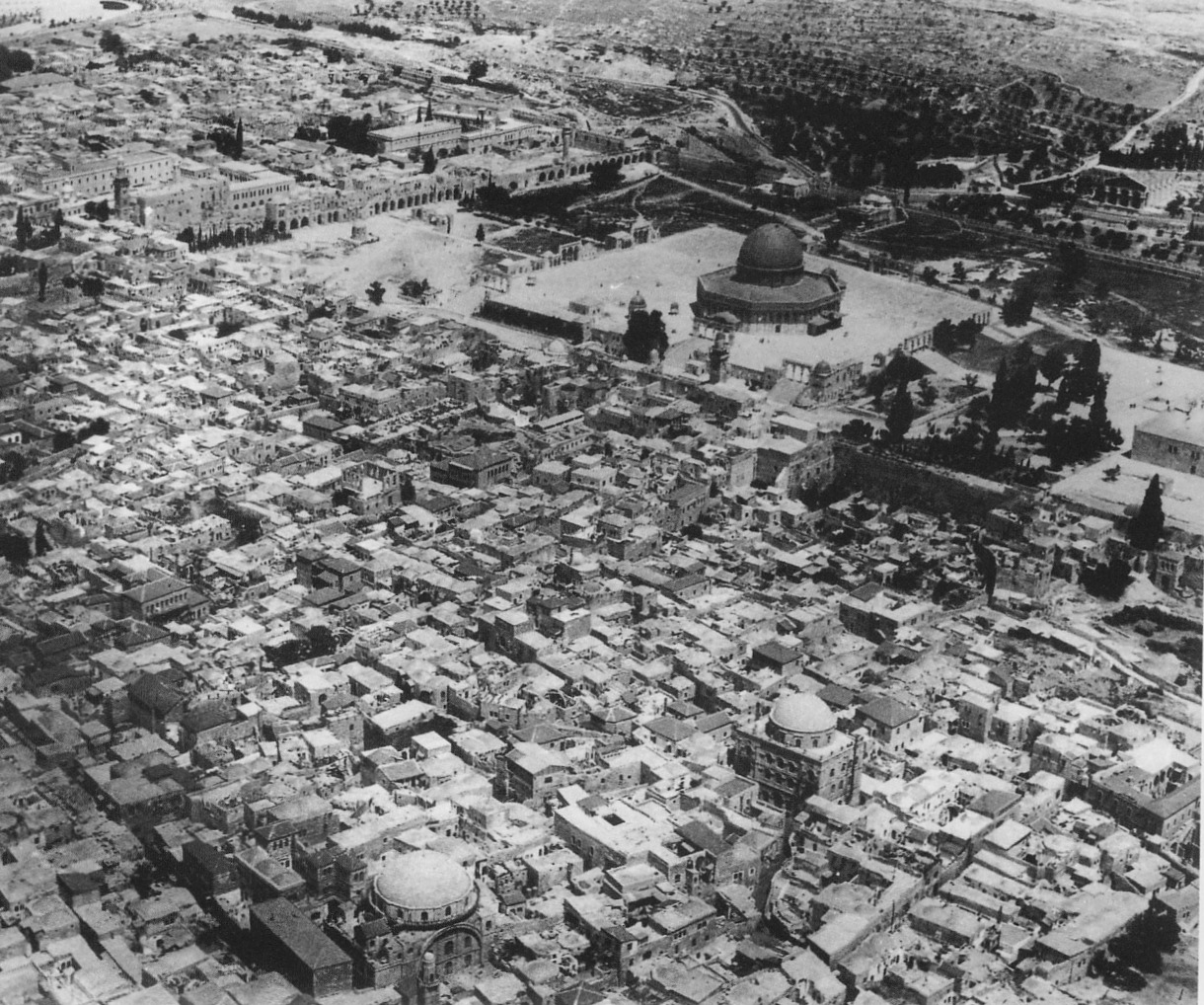
20世纪上半叶的. 犹太区位于图片下部，两个大圆顶是两座犹太会堂胡瓦会堂和Tiferes 以色列会堂，都在1948年被约旦人所毁

31°46′34″N 35°13′56″E / 31.77611°N 35.23222°E
犹太区（希伯來語：‎, HaRova HaYehudi或Rova；阿拉伯语：‎, Harat al-Yehud）是耶路撒冷旧城的四个分区之一。面积116,000平方米，位于旧城的东南部，南到锡安门，西面与亚美尼亚区毗邻，北面毗邻穆斯林区，东到西墙和圣殿山。
犹太区内的犹太会堂：
- 胡瓦会堂
- 塞法迪四会堂

### 引用
1. ↑  Kollek, Teddy. . John Phillips  (编). . Dial Press/James Wade. 1977. 28+3⁄4 acres